# Kratki pregibač malog prsta (noga)
Kratki pregibač malog prsta (lat. musculus flexor digiti minimi brevis) mišić je stražnje strane stopala. Mišić inervira lat. nervus plantaris lateralis. 

## Polazište i hvatište
Mišić polazi s kockaste kosti, pete kosti donožja i s lat. ligamentum plantare longum, a hvata se za plantarnu stranu proksimalnog članka malog prsta. 